# James Crafts
James Mason Crafts (Boston, 8 marzo 1839 – Ridgefield, 20 giugno 1917) è stato un chimico statunitense.

## Biografia e opere
Figlio di un modesto imprenditore tessile, James Crafts studiò scienze naturali all'Università di Harvard, dove ottenne un Bachelor of science nel 1858.
Nel 1859 studiò all'École des mines a Freiberg, e nel 1860 all'Università di Heidelberg. Nel 1861 studiò a Parigi, dove fu allievo del celebre chimico tedesco Charles-Adolphe Wurtz e incontrò Charles Friedel, padre del mineralogista Georges.
Nel biennio 1865-1866 fu ispettore delle miniere negli Stati Uniti. Nel 1867 insegnò alla rinomata Cornell University.
Nel 1877 scoprì con Charles Friedel la reazione di Friedel-Crafts. La sua opera si volse anche allo studio del silicio.
Morì nel 1917, all'età di 78 anni.